# Indonesië op de Olympische Zomerspelen 2000
Indonesië nam deel aan de Olympische Zomerspelen 2000 in Sydney, Australië. Er werden in totaal 6 medailles gewonnen, waarvan 1 goud, 3 zilver en 2 brons. 

## Medailleoverzicht
| Sport         | Olympiër                      | Onderdeel      | Medaille |
| ------------- | ----------------------------- | -------------- | -------- |
| Badminton     | Tony Gunawan Candra Wijaya    | dubbelspel (m) | Goud     |
| Badminton     | Hendrawan                     | enkelspel (m)  | Zilver   |
| Badminton     | Tri Kusharjanto Minarti Timur | dubbelspel (g) | Zilver   |
| Gewichtheffen | Raema Lisa Rumbewas           | -48kg (v)      | Zilver   |
| Gewichtheffen | Sri Indriyani                 | -48kg (v)      | Brons    |
| Gewichtheffen | Winarni Binti Slamet          | -53kg (v)      | Brons    |

## Deelnemers en resultaten
(m) = mannen, (v) = vrouwen 

### Atletiek
| Olympiër                                                  | Discipline | Resultaat | Prestatie              |
| --------------------------------------------------------- | ---------- | --------- | ---------------------- |
| John Herman Muray                                         | 100m (m)   | 67e       | serie 6: 6de in 10,68  |
| Yanes Raubaba                                             | 100m (m)   | 53e       | serie 8: 7de in 10,54  |
| Erwin Heru Susanto                                        | 100m (m)   | 77e       | serie 11: 6de in 10,87 |
| John Herman Muray Yanes Raubaba Sukari Erwin Heru Susanto | 4x100m (m) | 36e       | serie 5: 7de in 40,35  |
|                                                           |            |           |                        |
| Irene Truitje Joseph                                      | 100m (v)   | 57e       | serie 9: 6de in 11,93  |

### Badminton
| Olympiër                        | Discipline     | Resultaat | Prestatie |
| ------------------------------- | -------------- | --------- | --- |
| Hendrawan                       | enkelspel (m)  | Zilver    | 1ste ronde: vrij 2de ronde: W van HKG Tam: 2-0 (15-7, 15-7) 3de ronde: W van IND Gopichand: 2-0 (15-9, 15-4) kwartfinale: W van CHN Sun: 2-0 (15-3, 15-5) halve finale: W van CHN Xia: 2-0 (15-12, 15-4) finale: V van CHN Ji: 0-2 (4-15, 13-15)      |
| Taufik Hidayat                  | enkelspel (m)  | 5e        | 1ste ronde: vrij 2de ronde: W van JPN Yamada: 2-1 (15-5, 14-17, 15-8) 3de ronde: W van MAS Ong: 2-1 (15-9, 13-15, 15-3) kwartfinale: V van CHN Ji: 0-2 (12-15, 5-15)                                                                                  |
| Marleve Mainaky                 | enkelspel (m)  | 5e        | 1ste ronde: vrij 2de ronde: W van SWE Johansson: 2-0 (15-11, 17-16) 3de ronde: W van KOR Hwang: 2-0 (15-5, 15-3) kwartfinale: V van DEN Gade: 0-2 (6-15, 6-15)                                                                                        |
| Candra Wijaya Tony Gunawan      | dubbelspel (m) | Goud      | 1ste ronde: vrij 2de ronde: W van DEN Laugesen/Søgaard: 2-0 (15-9, 15-7) kwartfinale: W van GBR Archer/Robertson: 2-0 (15-13, 15-11) halve finale: W van KOR Ha/Kim: 2-0 (15-13, 15-10) finale: W van KOR Lee/Yoo: 2-1 (15-10, 9-15, 15-7)            |
| Flandy Limpele Eng Hian         | dubbelspel (m) | 5e        | 1ste ronde: vrij 2de ronde: W van SWE Axelsson/Jönsson: 2-0 (15-12, 15-11) kwartfinale: V van MAS Choong/Lee: 0-2 (10-15, 9-15) |
| Ricky Subagja Rexy Mainaky      | dubbelspel (m) | 5e        | 1ste ronde: vrij 2de ronde: W van DEN Hansen/Paaske: 2-1 (15-9, 13-15, 15-7) kwartfinale: V van KOR Ha/Kim: 0-2 (5-15, 9-15) |
|                                 |                |           | |
| Ellen Angelina                  | enkelspel (v)  | 17e       | 1ste ronde: vrij 2de ronde: V van DEN Martin: 0-2 (6-11, 2-11) |
| Lidya Djaelawijaya              | enkelspel (v)  | 9e        | 1ste ronde: W van CAN Solmundson: 2-0 (11-4, 11-4) 2de ronde: W van FRA Dimbour: 2-0 (11-1, 11-6) 3de ronde: V van CHN Gong: 0-2 (9-11, 3-11) |
| Deyana Lomban Eliza Nathanael   | dubbelspel (v) | 17e       | 1ste ronde: V van GBR Davies/Hardaker: 0-2 (13-15, 11-15) |
| Etty Tantri Cynthia Tuwankotta  | dubbelspel (v) | 5e        | 1ste ronde: vrij 2de ronde: W van DEN Jørgensen/Schjoldager: 2-0 (17-16, 15-10) kwartfinale: V van CHN Ge/Gu: 0-2 (3-15, 5-15) |
|                                 |                |           | |
| Tri Kusharjanto Minarti Timur   | dubbelspel (g) | Zilver    | 1ste ronde: vrij 2de ronde: W van KOR Ha/Chung: 2-0 (15-13, 15-11) kwartfinale: W van DEN Eriksen/Scholjdager: 2-0 (15-13, 15-8) halve finale: W van GBR Archer/Goode: 2-1 (2-15, 17-15, 15-11) finale: V van CHN Zhang/Gao: 1-2 (15-1, 13-15, 11-15) |
| Bambang Suprianto Zelin Resiana | dubbelspel (g) | 5e        | 1ste ronde: W van GBR Hunt/Kellogg: 2-0 (15-10, 15-1) 2de ronde: W van CHN Chen/Chen: 2-0 (15-10, 1531) kwartfinale: V van DEN Søgaard/Olsen: 1-2 (14-17, 15-10, 11-15)                                                                               |

### Boksen
| Olympiër        | Discipline | Resultaat | Prestatie                                                          |
| --------------- | ---------- | --------- | ------------------------------------------------------------------ |
| La Paene Masara | -48kg (m)  | 9e        | 1ste ronde: W van PUR Calderón: 10-5 2de ronde: V van KOR Kim: 4-8 |
| Hermensen Ballo | -51kg (m)  | 17e       | 1ste ronde: V van USA Navarro: 10-16                               |

### Boogschieten
| Olympiër          | Discipline      | Resultaat | Prestatie |
| ----------------- | --------------- | --------- | --- |
| Hamdiah Damanhuri | individueel (v) | 67e       | plaatsingsronde: 15de met 637 punten 1ste ronde: W van BHU Choden: 165-153 2de ronde: V van ITA Iortiatti: 156-156 (6-7) |

### Gewichtheffen
| Olympiër             | Discipline | Resultaat | Prestatie                                                     |
| -------------------- | ---------- | --------- | ------------------------------------------------------------- |
| Sri Indriyani        | -48kg (v)  | Brons     | trekken: 3de met 80kg stoten: 3de met 100kg totaal: 180kg     |
| Raema Lisa Rumbewas  | -48kg (v)  | Zilver    | trekken: 3de met 80kg stoten: 1ste met 105kg totaal: 185kg    |
| Winarni Binti Slamet | -53kg (v)  | Brons     | trekken: 3de met 90kg stoten: 3de met 112,5kg totaal: 202,5kg |

### Judo
| Olympiër        | Discipline | Resultaat | Prestatie                                                                     |
| --------------- | ---------- | --------- | ----------------------------------------------------------------------------- |
| Krisna Bayu     | -90kg (m)  | 13e       | 1ste ronde: V van BRA Honorato: ippon herkansingen: V van ESP González: ippon |
|                 |            |           |                                                                               |
| Aprilia Marzuki | -70kg (v)  | 21e       | 1ste ronde: V van CIV Blavo                                                   |

### Schoonspringen
| Olympiër            | Discipline    | Resultaat | Prestatie                          |
| ------------------- | ------------- | --------- | ---------------------------------- |
| Muhammad Nasrullah  | 10m toren (m) | 40e       | voorronde: 40ste met 257,22 punten |
|                     |               |           |                                    |
| Eka Purnama Indah   | 3m plank (v)  | 42e       | voorronde: 42ste met 178,83 punten |
| Shenny Ratna Amelia | 10m toren (v) | 40e       | voorronde: 40ste met 170,07 punten |

### Taekwondo
| Olympiër           | Discipline | Resultaat | Prestatie                                            |
| ------------------ | ---------- | --------- | ---------------------------------------------------- |
| Juana Wangsa Putri | -49kg (v)  | 8e        | 1ste ronde: vrij kwartfinale: V van DEN Poulsen: 2-7 |

### Tafeltennis
| Olympiër                  | Discipline     | Resultaat | Prestatie                                                 |
| ------------------------- | -------------- | --------- | --------------------------------------------------------- |
| Anton Suseno              | enkelspel (m)  | 49e       | groep A: 3de V van GRE Kreanga: 0-3 V van EGY Lashin: 0-3 |
| Anton Suseno Ismu Harinto | dubbelspel (m) | 33e       | kwalificatie: V van CHI Gambra/Morales                    |

### Tennis
| Olympiër                    | Discipline     | Resultaat | Prestatie                                           |
| --------------------------- | -------------- | --------- | --------------------------------------------------- |
| Wynne Prakusya              | enkelspel (v)  | 33e       | 1ste ronde: W van SUI Gagliardi: 4-6, 6-7 (2)       |
| Yayuk Basuki Wynne Prakusya | dubbelspel (v) | 17e       | 1ste ronde: W van JPN Smith/Sugiyama: 2-6, 7-5, 4-6 |

### Zeilen
| Olympiër                   | Discipline  | Resultaat | Prestatie                                  |
| -------------------------- | ----------- | --------- | ------------------------------------------ |
| I Gusti Made Oka Sulaksana | mistral (m) | 19e       | 133 punten: (15-1-11-27-23-25-17-10-22-24) |

### Zwemmen
| Olympiër                | Discipline            | Resultaat | Prestatie                |
| ----------------------- | --------------------- | --------- | ------------------------ |
| Richard Sam Bera        | 50m vrije slag (m)    | 42e       | serie 5: 3de in 23,56    |
| Richard Sam Bera        | 100m vrije slag (m)   | 37e       | serie 6: 5de in 51,52    |
| Steven Chandra          | 1500m vrije slag (m)  | 38e       | serie 2: 5de in 16.10,98 |
| Muhammad Akbar Nasution | 200m schoolslag (m)   | 38e       | serie 3: 6de in 2.23,8   |
| Albert Sutanto          | 100m vlinder slag (m) | 55e       | serie 3: 7de in 56,50    |
| Albert Sutanto          | 200m vlinder slag (m) | 42e       | serie 2: 8ste in 2.05,13 |
| Felix Sutanto           | 200m wisselslag (m)   | 50e       | serie 1: 4de in 2.09,77  |
|                         |                       |           |                          |
| Elsa Manora Nasution    | 100m rugslag (v)      | 38e       | serie 2: 5de in 1.06,57  |

Albanië · Algerije · Amerikaanse Maagdeneilanden · Amerikaans-Samoa · Andorra · Angola · Antigua en Barbuda · Argentinië · Armenië · Aruba · Australië · Azerbeidzjan · Bahama's · Bahrein · Bangladesh · Barbados · België · Belize · Benin · Bermuda · Bhutan · Bolivia · Bosnië en Herzegovina · Botswana · Brazilië · Britse Maagdeneilanden · Brunei · Bulgarije · Burkina Faso · Burundi · Cambodja · Canada · Centraal-Afrikaanse Republiek · Chili · China · Chinees Taipei · Colombia · Comoren · Congo-Brazzaville · Congo-Kinshasa · Cookeilanden · Costa Rica · Cuba · Cyprus · Denemarken · Djibouti · Dominica · Dominicaanse Republiek · Duitsland · Ecuador · Egypte · El Salvador · Equatoriaal-Guinea · Eritrea · Estland · Ethiopië · Fiji · Filipijnen · Finland · Frankrijk · Gabon · Gambia · Georgië · Ghana · Grenada · Griekenland · Groot-Brittannië · Guam · Guatemala · Guinee · Guinee‑Bissau · Guyana · Haïti · Honduras · Hongarije · Hongkong · Ierland · IJsland · India · Indonesië · Irak · Iran · Israël · Italië · Ivoorkust · Jamaica · Japan · Jemen · Joegoslavië · Jordanië · Kaaimaneilanden · Kaapverdië · Kameroen · Kazachstan · Kenia · Kirgizië · Koeweit · Kroatië · Laos · Lesotho · Letland · Libanon · Liberia · Libië · Liechtenstein · Litouwen · Luxemburg · Macedonië · Madagaskar · Malawi · Malediven · Maleisië · Mali · Malta · Marokko · Mauritanië · Mauritius · Mexico · Micronesië · Moldavië · Monaco · Mongolië · Mozambique · Myanmar · Namibië · Nauru · Nederland · Nederlandse Antillen · Nepal · Nicaragua · Nieuw-Zeeland · Niger · Nigeria · Noord-Korea · Noorwegen · Oeganda · Oekraïne · Oezbekistan · Oman · Oostenrijk · Pakistan · Palau · Palestina · Panama · Papoea-Nieuw-Guinea · Paraguay · Peru · Polen · Portugal · Puerto Rico · Qatar · Roemenië · Rusland · Rwanda · Saint Kitts en Nevis · Saint Lucia · Saint Vincent en Grenadines · Salomonseilanden · Samoa · San Marino ·  Sao Tomé en Principe · Saoedi-Arabië · Senegal · Seychellen · Sierra Leone · Singapore · Slovenië · Slowakije · Soedan · Somalië · Spanje · Sri Lanka · Suriname · Swaziland · Syrië · Tadzjikistan · Tanzania · Thailand · Togo · Tonga · Trinidad en Tobago · Tsjaad · Tsjechië · Tunesië · Turkije · Turkmenistan · Uruguay · Vanuatu · Venezuela · Verenigde Arabische Emiraten · Verenigde Staten · Vietnam · Wit-Rusland · Zambia · Zimbabwe · Zuid-Afrika · Zuid-Korea · Zweden · Zwitserland · Individuele olympische atleten